# 埃伯哈德一世 (馬克)
埃伯哈德一世（Eberhard I. von der Mark，1255年—1308年），馬克伯爵，英格爾貝特一世的兒子，拉馬克家族的成員。
埃伯哈德的妻子是貝格的阿道夫四世女兒伊爾姆加德，有二子二女。
- 英格爾貝特（1275—1328）
- 阿道夫（英语：Adolph II de la Marck (bishop)）（1288—1344）
- 瑪格麗特（—1327）
- 庫妮根德（—1343）